# 191 (numéro d'appel d'urgence)
Le 191 est, en France,  le numéro de téléphone d'urgence pour le sauvetage aéronautique, à appeler en cas d'accident ou de disparition d'un aéronef (avion, planeur, etc). Il permet de joindre le centre de coordination et de sauvetage de l’aviation (CSS) localisé à Limonest sur la Base aérienne 942 de Lyon Mont-Verdun. 
En service depuis le vendredi 20 avril 2017, il est utilisable par tout usager en situation de détresse, par tout témoin direct d’un accident d’aéronef, ou par toute personne inquiète de la disparition d’un aéronef et de ses occupants.

## Description
Ce numéro gratuit, disponible sur les téléphones fixes et portables, accessible 24H/24-7j/7, permet de joindre directement le Centre de Coordination et de Sauvetage Air.
La création du 191 a été décidé le 17 décembre 2013 (Décision n° 2013-1405) par L'Autorité de régulation des communications électroniques et des postes. Cette décision a été publiée au journal officiel du 5 juin 2014. 
C'est l'homologue du 196, numéro dédié au signalement des personnes en difficulté en mer.